# Morten Haug
Morten Haug (* 9. června 1953) je norský umělecký fotograf. Žije v Nesoddenu, kde provozuje svou uměleckou dílnu. Je vynálezcem tzv. gumo-olejové techniky.